# Crochet d'Iverson
En mathématiques, le crochet d'Iverson, du nom de Kenneth Iverson, est une notation qui renvoie un nombre qui est 1 si une condition est vérifiée et 0 sinon. Plus précisément, 
où P est une proposition qui peut être vraie ou fausse.
Cette notation a été instaurée par Kenneth Iverson dans son langage de programmation APL,, alors que l'usage des crochets était préconisé par Donald Knuth pour éviter les ambiguïtés avec le parenthésage des expressions logiques.

## Utilisation
La notation est utile pour les expressions de sommes ou intégrales sans conditions de bornes. Par exemple
{\displaystyle \sum _{1\leq i\leq 10}i^{2}=\sum _{i}i^{2}[1\leq i\leq 10].}
Dans la première somme, le compteur {\displaystyle i} est limité dans l'intervalle de 1 à 10. Dans la seconde somme, il peut parcourir tous les entiers, mais quand il est strictement inférieur à 1 ou strictement supérieur à 10, le terme correspondant de la somme est nul, n'influant donc pas sur le total. Une telle utilisation des crochets peut permettre de manier plus simplement ces expressions.
Une autre utilisation du crochet d'Iverson est pour simplifier les équations avec des conditions particulières. Par exemple, la formule
{\displaystyle \sum _{1\leq k\leq n \atop \gcd(k,n)=1}\!\!k={\frac {1}{2}}n\varphi (n)}
(une relation de la théorie des nombres concernant l'indicatrice d'Euler) qui n'est vérifiée que pour {\displaystyle n>1} peut être écrite :
{\displaystyle \sum _{1\leq k\leq n \atop \gcd(k,n)=1}\!\!k={\frac {1}{2}}n(\varphi (n)+[n=1])}
qui est valide pour tout entier naturel {\displaystyle n}.

## Cas particuliers
Le symbole de Kronecker est un cas particulier de la notation d'Iverson quand la condition est une égalité. C'est :
{\displaystyle \delta _{ij}=[i=j].\,}
La fonction caractéristique, un autre cas particulier, quand la condition est une appartenance :
{\displaystyle \mathbf {1} _{A}(x)=[x\in A].}
La fonction signe et la fonction de Heaviside peuvent aussi être aisément exprimées par cette notation :
{\displaystyle \operatorname {sgn}(x)=[x>0]-[x<0]\,}
{\displaystyle H(x)=[x>0]+{\frac {1}{2}}[x=0].}
Les fonctions partie entière inférieure et supérieure peuvent être exprimées par :
{\displaystyle \lfloor x\rfloor =\sum _{n=-\infty }^{\infty }n[n\leq x<n+1],}
{\displaystyle \lceil x\rceil =\sum _{n=-\infty }^{\infty }n[n-1<x\leq n].}
Et la trichotomie d'un ordre total peut être exprimée par :
{\displaystyle [a<b]+[a=b]+[a>b]=1.\,}